# إد أوليفاريس
إد أوليفاريس (بالإنجليزية: Ed Olivares) هو لاعب كرة قاعدة أمريكي، ولد في 5 نوفمبر 1938 في ماياجويز في الولايات المتحدة.

## وصلات خارجية
- إد أوليفاريس على موقعبيزبول رفرنس.كوم (الدوري الرئيسي) (الإنجليزية)
- إد أوليفاريس على موقعبيزبول رفرنس.كوم (الدوري الثانوي) (الإنجليزية)